# Kowale (Chwaszczyno)
Kowale – część wsi Chwaszczyno w Polsce, położona w województwie pomorskim, w powiecie kartuskim, w gminie Żukowo. Wchodzą w skład sołectwa Chwaszczyno.
W latach 1975–1998 Kowale administracyjnie należały do województwa gdańskiego.